# Richardia lichtwardti
Richardia lichtwardti är en tvåvingeart som beskrevs av Friedrich Georg Hendel 1911. Richardia lichtwardti ingår i släktet Richardia och familjen Richardiidae.
Artens utbredningsområde är Ecuador. Inga underarter finns listade i Catalogue of Life.